# Данкертон (Айова)
Данкертон (англ. Dunkerton) — місто (англ. city) в США, в окрузі Блек-Гок штату Айова. Населення — 842 особи (2020).

## Географія
Данкертон розташований за координатами 42°34′4″ пн. ш. 92°9′58″ зх. д. / 42.56778° пн. ш. 92.16611° зх. д. (42.567763, -92.166047).  За даними Бюро перепису населення США в 2010 році місто мало площу 2,57 км², з яких 2,54 км² — суходіл та 0,03 км² — водойми. В 2017 році площа становила 2,79 км², з яких 2,76 км² — суходіл та 0,03 км² — водойми.

## Демографія
Згідно з переписом 2010 року, у місті мешкали 852 особи в 327 домогосподарствах у складі 237 родин. Густота населення становила 332 особи/км².  Було 338 помешкань (132/км²).
Расовий склад населення:
| - 96,1 % — білих - 1,1 % — чорних або афроамериканців - 0,7 % — азіатів |

До двох чи більше рас належало 1,8 %. Частка іспаномовних становила 2,6 % від усіх жителів.
За віковим діапазоном населення розподілялося таким чином: 29,1 % — особи молодші 18 років, 60,1 % — особи у віці 18—64 років, 10,8 % — особи у віці 65 років та старші. Медіана віку мешканця становила 35,3 року. На 100 осіб жіночої статі у місті припадало 93,2 чоловіків;  на 100 жінок у віці від 18 років та старших — 97,4 чоловіків також старших 18 років.
Середній дохід на одне домашнє господарство  становив 63 441 долар США (медіана — 55 938), а середній дохід на одну сім'ю — 71 013 долари (медіана — 70 139). Медіана доходів становила 48 125 доларів для чоловіків та 33 125 доларів для жінок. За межею бідності перебувало 7,2 % осіб, у тому числі 10,4 % дітей у віці до 18 років та 4,0 % осіб у віці 65 років та старших.
Цивільне працевлаштоване населення становило 425 осіб. Основні галузі зайнятості: виробництво — 26,4 %, освіта, охорона здоров'я та соціальна допомога — 22,1 %, будівництво — 8,2 %, науковці, спеціалісти, менеджери — 8,0 %.